# Вестмен (область)
Вестмен (англ. Westman Region) — область на південному заході канадської провінції Манітоба.
Область розділена Статистичною службою Канади на 4 переписні райони: 5, 6, 7 і 15.
| Канада | Це незавершена стаття з географії Канади. Ви можете допомогти проєкту, виправивши або дописавши її. |